# Monikkalanniemi
Monikkalanniemi är en udde i Finland.   Den ligger i den ekonomiska regionen  Åbo ekonomiska region  och landskapet Egentliga Finland, i den sydvästra delen av landet, 170 km väster om huvudstaden Helsingfors. Monikkalanniemi ligger på ön Aaslaluoto.
Terrängen inåt land är platt. Havet är nära Monikkalanniemi åt sydväst.  Närmaste större samhälle är Nådendal, 19,5 km norr om Monikkalanniemi. 